# Jean Cabanis
Jean Louis Cabanis (Berlim, 8 de Março de 1816 – Friedrichshagen, 20 de fevereiro de 1906) foi um ornitólogo alemão.

## Vida
Cabanis nasceu em Berlim em uma velha família huguenote que havia se mudado da França. Pouco se sabe de sua infância. Ele estudou na Universidade de Berlim de 1835 a 1839 e depois viajou para a América do Norte, retornando em 1841 com uma grande coleção de história natural. Foi assistente e posteriormente diretor do Museu de História Natural de Berlim (que na época era o Museu da Universidade de Berlim), substituindo Martin Lichtenstein. Ele fundou o Journal für Ornithologie em 1853, editando-o pelos próximos quarenta e um anos, quando foi sucedido por seu genro Anton Reichenow.
Ele morreu em Friedrichshagen.
Um número de aves são nomeados após ele, incluindo Emberiza cabanisi, Synallaxis cabanisi, Poecilostreptus cabanisi e Phyllastrephus cabanisi.